# كلال ميكانيكي حراري
الكلال الميكانيكي الحراري أو التعب الميكانيكي الحراري أو التعب الترموميكانيكي هو تطبيق حمل ميكانيكي دوري، يؤدي إلى كلال المادة، مع حمل حراري دوري. الكلال الترموميكانيكي مسألة مهمة ينبغي أخذها بعين الاعتبار عند بناء محركات عنفية (توربينية) أو عنفات غازية.

## آليات الفشل الميكانيكي
هناك ثلاث آليات تعمل في الكلال الترموميكانيكي:
- الزحف هو تدفق المادة عند درجات حرارة مرتفعة.
- الكلال هو نمو التصدعات وانتشارها بسبب التحميل المتكرر.
- الأكسدة هي تغير في التركيب الكيمائي للمادة بسبب عوامل بيئية. المادة المؤكسدة أكثر هشاشة وأكثر عرضةً لنشوء الشقوق والتصدعات.

لكل عامل أثر يزيد أو ينقص حسب مؤشرات التحميل. يسود الزحف في التحميل الترموميكانيكي المتطاور (عندما تزداد درجة الحرارة والحمل بنفس الوقت). مزيج الحرارة المرتفعة والجهد المرتفع ظرف مثالي للزحف. تتدفق المادة المسخنة بشكل أسلس عندما تكون في حالة شد، ولكنها تتصلب وتبرد تحت الضغط. يسود الكلال والأكسدة في الحمل الترموميكانيكي غير المتطاور. تضعف الأكسدة سطح المادة، صانعةً عيوبًا وبذورًا لتشكل التصدعات. مع نمو التصدعات، يتأكسد سطح الصدع الذي أصبح معرضًا للهواء، ما يضعف المادة أكثر ويسمح بتمدد الصدع. تحدث حالة ثالثة في الكلال الترموميكانيكي غير المتطاور عندما يكون فرق الجهد أكبر بكثير من فرق درجات الحرارة. يكون الكلال وحده السبب المؤدي للانهيار الميكانيكي في هذه الحالة، ما يسبب انهيار المادة قبل أن يكون للأكسدة دور كبير. 
لا يزال الكلال الترموميكانيكي غير مفهوم بشكل تام. هناك العديد من النماذج المختلفة لمحاولة التنبؤ بسلوك وعمر المواد الخاضعة لأحمال الكلال الترموميكانيكي. النموذجان المعروضان أدناه يتبعان مقاربتين مختلفتين.

## نماذج
هناك العديد من النماذج التي طورت في محاولة لفهم وتفسير الكلال الترموميكانيكي. سنتعرض في هذه الصفحة لأوسع مقاربتين، النماذج البنيوية والنماذج الظواهرية. تستخدم النماذج البنيوية الفهم الحالي للبنية الصغرية (الميكروية) للمواد وآليات الانهيار الميكانيكي. تميل هذه النماذج لتكون معقدة، لأنها تشرك كلما نعرفه عن كيفية انهيار المواد. هذه الأنواع من النماذج تصير أكثر شهرةً حديثًا مع سماح تكنولوجيا التصوير المحسنة لفهم أكبر لآليات الانهيار الميكانيكي. النماذج الظواهرية مبنية فقط على السلوك الملاحظ للمواد. تعامل هذه النماذج آلية الانهيار نفسها على أنها «صندوق أسود» نوعًا ما. درجة الحرارة وشروط التحميل مدخلات، والنتيجة هي عمر الكلال. تحاول هذه النماذج إدخال معادلة ما تستجيب لما يحدث بين المدخلات والمخرجات المختلفة.

### نموذج تراكم الضرر
نموذج تراكم الضرر نموذج بنيوي للكلال الترموميكانيكي. يجمع الضرر الناجم عن آليات الانهيار الثلاث وهي الكلال والزحف والأكسدة.
{\displaystyle {\frac {1}{N_{f}}}={\frac {1}{N_{f}^{fatigue}}}+{\frac {1}{N_{f}^{oxidation}}}+{\frac {1}{N_{f}^{creep}}}}
حيث {\displaystyle N_{f}} عمر الكلال للمادة، أي عدد دورات التحميل حتى الانهيار. يحسب عمر الكلال لكل آلية انهيار على حدة وتجمع الأعمار معًا لإيجاد عمر الكلال الكلي للعينة. 

#### الكلال
يحسب العمر الناتج عن الكلال لظروف التحميل الإيزوترمية (بثبات درجة الحرارة). ويحكمه الانفعال المطبق على العينة.
{\displaystyle {\frac {\Delta \epsilon _{m}}{2}}=C(2N_{f}^{fatigue})^{d}}
حيث {\displaystyle C} و{\displaystyle d} ثوابت مادية تعرف بالاختبارات الإيزوترمية. يلاحَظ أن هذا المصطلح لا يعبر عن آثار درجة الحرارة. تعامل آثار درج الحرارة في كل من الزحف والأكسدة.

#### الأكسدة
يتأثر العمر الناتج عن الأكسدة بكل من درجة الحرارة وزمن الدورة.
{\displaystyle {\frac {1}{N_{f}^{oxidation}}}=\left({\frac {h_{cr}\delta _{0}}{B\Phi ^{oxidation}K_{p}^{eff}}}\right)^{\frac {-1}{\beta }}{\frac {2(\Delta {\dot {\epsilon _{m}}})^{{\frac {2}{\beta }}+1}}{\epsilon ^{1-\alpha /\beta }}}}
حيث {\displaystyle K_{p}^{eff}={\frac {1}{t_{c}}}\int _{0}^{t}D_{0}exp\left({\frac {-Q}{RT(t)}}\right)dt}
و
{\displaystyle \Phi ^{oxidation}={\frac {1}{t_{c}}}\int _{0}^{t}exp\left[-{\frac {1}{2}}\left({\frac {({\dot {\epsilon _{th}}}/{\dot {\epsilon _{m}}})+1}{{\dot {\zeta }}^{oxidation}}}\right)^{2}\right]dt}
يمكن إيجاد البارامترات عن طريق مقارنة اختبارات الكلال المجراة في الهواء وفي بيئة خالية من الأكسجين (الخلاء أو الأرغون). تحت ظروف الاختبار هذه، وُجد أن آثار الأكسدة يمكنها أن تخفض عمر الكلال لعينة بمقدار مرتبة عددية كاملة. تزيد درجات الحرارة الأعلى بشكل كبير كمية الضرر الناتج عن العوامل البيئية.